# Stadion Banja Ilidža
Banja Ilidža je nogometni stadion u Gradačcu, u Bosni i Hercegovini. Na njemu svoje domaće utakmice igra NK Zvijezda, nogometni klub iz Gradačca. Kapaciteta je 5.000 gledatelja.